# Peter Grill e i momenti filosofali
Peter Grill e i momenti filosofali (ピーター・グリルと賢者の時間?, Pītā Guriru to kenja no jikan) è un manga scritto e disegnato da Daisuke Hiyama, serializzato sulla rivista Monthly Action di Futabasha da agosto 2017 ad agosto 2024. Un adattamento anime, prodotto da Wolfsbane, è stato trasmesso in Giappone tra luglio e settembre 2020. Una seconda stagione è andata in onda da ottobre a dicembre 2022.

## Trama
Peter Grill, guerriero della Gilda dei Coraggiosi Spadaccini, è emerso vittorioso in un torneo internazionale di combattimento ed è stato incoronato l'uomo più forte del mondo. Peter usa questa vittoria per ottenere il permesso dal capogilda Sanctus di sposare la sua amata figlia e collega di Gilda, Luvelia. Tuttavia, le donne di altre razze hanno sentito parlare delle gesta di Peter e cercano il "seme" del guerriero più forte per continuare le loro rispettive linee di sangue. Nel frattempo, l'ossessione del capogilda per sua figlia lo spinge a trovare un modo per porre fine alla relazione di Luvelia, mentre Peter cerca di nascondere a entrambi le sue nuove amanti.

## Personaggi
Peter Grill (ピーター・グリル?, Pītā Guriru)
Doppiato da: Hiro Shimono
Peter è un guerriero che è stato incoronato come l'uomo più forte del mondo. Con la sua vittoria, ha intenzione di sposare Luvelia Sanctus. Tuttavia, ciò attira l'attenzione delle donne di altre razze che vogliono stare con lui.
Luvelia Sanctus (ルヴェリア・サンクトゥス?, Ruveria Sankutusu)
Doppiata da: Yui Ninomiya
Luvelia è la fidanzata di Peter nonché la figlia del capo della Gilda Sanctus. Peter esce con Luvelia da due anni e vuole portare la loro relazione al livello successivo. Tuttavia, data la personalità iperprotettiva di suo padre, non sono mai andati oltre l'atto di tenersi per mano e lei è ingenua riguardo alla provenienza dei bambini.
Lisa Alpacas (リサ・アルパカス?, Risa Arupakasu)
Doppiata da: Hibiku Yamamura
Lisa è la principessa della tribù degli orchi. Vuole andare a letto con Peter per avere una prole forte.
Mimi Alpacas (ミミ・アルパカス?, Mimi Arupakasu)
Doppiata da: Ayana Taketatsu
Mimi è la sorella minore di Lisa. Come quest'ultima, Mimi vuole andare a letto con Peter per avere una prole forte.
Vegan Eldoriel (ビーガン・エルドリエル?, Bīgan Erudorieru)
Doppiata da: Akari Uehara
Vegan è un'elfa arrogante che lancia una maledizione su Peter per costringerlo ad accoppiarsi con lei e produrre una prole elfica più forte.
Piglette Pancetta (ピグリット・パンチェッタ?, Piguritto Panchetta)
Doppiata da: Sayaka Senbongi
Piglette è un'orca femmina considerata brutta secondo gli standard orcheschi per via del suo aspetto umano. Dopo aver avuto la possibilità di accoppiarsi con Peter, decide di restare con lui per vendicarsi del suo clan ad Orcland che l'ha denigrata.
Tim Robinson (ティム・ロビンソン?, Timu Robinson)
Doppiato da: Kentarō Asami
Tim è il compagno di Gilda e confidente di Peter che mantiene segreta l'infedeltà di quest'ultimo.
Gobuko Ngière (ゴブコ・ンギエール?, Gobuko Ngiēru)
Doppiata da: Mikoi Sasaki
Gobuko è una ragazza goblin che è l'amica d'infanzia scomparsa da tempo di Peter nonché sua sorella adottiva. Successivamente si unisce al suo harem.
Lucy Grill (ルーシー・グリル?, Rūshī Guriru)
Doppiata da: Suzuna Kinoshita
Lucy è la sorella minore di Peter, una guerriera spaventosamente forte che brandisce due spadoni.
Fruitalia Eldoriel (フルタリア・エルドリエル?, Furutaria Erudorieru)
Doppiato da: Kana Yūki
Fruitalia è la sorella minore di Vega che spera di rubare per sé il seme di Peter usando potenziamenti magici.
Mithlim Nezarant (ミスリム・ネザーラント?, Misurimu Nezāranto)
Doppiata da: Shiori Izawa
Mithlim è un'inventrice nana che richiede il seme di Peter per testare le sue invenzioni in cambio della riparazione di una spada sacra.

## Media

### Manga
La serie, scritta e disegnata da Daisuke Hiyama, è stata serializzata sulla rivista Monthly Action di Futabasha dal 25 agosto 2017 al 27 agosto 2024. I capitoli sono raccolti in 15 volumi tankōbon pubblicati dal 12 gennaio 2018 al 10 ottobre 2024. In America del Nord i diritti sono stati acquistati da Seven Seas Entertainment.

#### Volumi
| Nº | Data di prima pubblicazione | Data di prima pubblicazione | Data di prima pubblicazione |
| Nº | Giapponese                  | Giapponese                  |                             |
| -- | --------------------------- | --------------------------- | --------------------------- |
| 1  | 12 gennaio 2018             | ISBN 978-4-575-85094-9      |                             |
| 2  | 12 luglio 2018              | ISBN 978-4-575-85183-0      |                             |
| 3  | 12 gennaio 2019             | ISBN 978-4-575-85256-1      |                             |
| 4  | 12 luglio 2019              | ISBN 978-4-575-85330-8      |                             |
| 5  | 10 gennaio 2020             | ISBN 978-4-575-85404-6      |                             |
| 6  | 12 giugno 2020              | ISBN 978-4-575-85458-9      |                             |
| 7  | 12 novembre 2020            | ISBN 978-4-57-585523-4      |                             |
| 8  | 12 maggio 2021              | ISBN 978-4-57-585578-4      |                             |
| 9  | 11 novembre 2021            | ISBN 978-4-57-585655-2      |                             |
| 10 | 12 maggio 2022              | ISBN 978-4-57-585716-0      |                             |
| 11 | 12 settembre 2022           | ISBN 978-4-57-585758-0      |                             |
| 12 | 9 marzo 2023                | ISBN 978-4-57-585820-4      |                             |
| 13 | 9 novembre 2023             | ISBN 978-4-57-585908-9      |                             |
| 14 | 11 aprile 2024              | ISBN 978-4-57-585959-1      |                             |
| 15 | 10 ottobre 2024             | ISBN 978-4-57-586016-0      |                             |

### Anime

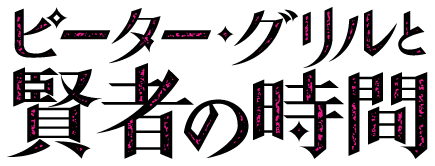
Logo della serie

Annunciato il 25 settembre 2019 sulla rivista Manga Action di Futabasha, un adattamento anime, prodotto da Wolfsbane e diretto da Tatsumi, è stato trasmesso in Giappone tra il 10 luglio e il 25 settembre 2020. La sceneggiatura è stata scritta da Nora Mōri, mentre il character design è stato sviluppato da Rui Ishige. Le sigle di apertura e chiusura sono rispettivamente Tsuranuite yūutsu (つらぬいて憂鬱?) di Yui Ninomiya e Yoridokoro (ヨリドコロ?) di Hilcrhyme. La serie è stata trasmessa in streaming in simulcast da Dynit su VVVVID in Italia e da Crunchyroll e da Sentai Filmworks su HIDIVE in altre parti del mondo.
L'11 novembre 2021 è stato annunciato che una seconda stagione è entrata in produzione. La seconda stagione, intitolata Peter Grill to kenja no jikan: Super Extra, vede il ritorno del medesimo staff e cast, e con Seven che funge da studio d'animazione secondario. Le sigle di apertura e chiusura sono rispettivamente Kurenazumu Yykusoku (暮れなずむ約束?) di Isekaijoucho e Koigokoro (コイゴコロ?) di Hilcrhyme. È stata trasmessa dal 10 ottobre al 26 dicembre 2022.

#### Episodi

##### Prima stagione
| Nº | Titolo italiano Giapponese 「Kanji」 - Rōmaji                                                                                  | In onda           | In onda |
| Nº | Titolo italiano Giapponese 「Kanji」 - Rōmaji                                                                                  | Giapponese        |         |
| 1  | Peter Grill e le sorelle ogre 「ピーター・グリルとオーガの姉妹」 - Pītā Guriru to ōga no shimai                                | 10 luglio 2020    |         |
| 2  | Peter Grill e il futuro suocero 「ピーター・グリルと未来の義父」 - Pītā Guriru to mirai no gifu                                | 17 luglio 2020    |         |
| 3  | Peter Grill e le relazioni con gli elfi 「ピーター・グリルとエルフの関係」 - Pītā Guriru to erufu no kankei                    | 24 luglio 2020    |         |
| 4  | Peter Grill e il bon ton alle terme 「ピーター・グリルと入浴の作法」 - Pītā Guriru to nyūyoku no sahō                          | 31 luglio 2020    |         |
| 5  | Peter Grill e il matrimonio con l'orchessa 「ピーター・グリルとオークの縁談」 - Pītā Guriru to ōku no endan                    | 7 agosto 2020     |         |
| 6  | Peter Grill e il risveglio dell'orchessa 「ピーター・グリルとオークの覚醒」 - Pītā Guriru to ōku no kakusei                    | 14 agosto 2020    |         |
| 7  | Peter Grill e la battaglia predestinata 「ピーター・グリルと因縁の戦い」 - Pītā Guriru to innen no tatakai                     | 21 agosto 2020    |         |
| 8  | Peter Grill e il trattato segreto 「ピーター・グリルと秘密の条約」 - Pītā Guriru to himitsu no jōyaku                          | 28 agosto 2020    |         |
| 9  | Peter Grill e gli sviluppi del trattato 「ピーター・グリルと条約の行方」 - Pītā Guriru to jōyaku no yukue                      | 4 settembre 2020  |         |
| 10 | Peter Grill e l'ascia megatonica furente 「ピーター・グリルと怒りのメガトンアックス」 - Pītā Guriru to ikari no megaton akkusu | 11 settembre 2020 |         |
| 11 | Peter Grill e la buona condotta in duello 「ピーター・グリルと決闘の心得」 - Pītā Guriru to kettō no kokoroe                   | 18 settembre 2020 |         |
| 12 | Peter Grill e l'ogre che gridò amore 「ピーター・グリルと愛を叫んだ戦鬼」 - Pītā Guriru to ai o sakenda senki                  | 25 settembre 2020 |         |

##### Seconda stagione
| Nº | Titolo italiano (traduzione letterale) Giapponese 「Kanji」 - Rōmaji                                                                        | In onda          | In onda |
| Nº | Titolo italiano (traduzione letterale) Giapponese 「Kanji」 - Rōmaji                                                                        | Giapponese       |         |
| 1  | Peter Grill e l'apocalisse dei goblin 「ピーター・グリルと小鬼の黙示録」 - Pītā Guriru to saki no mokushiroku                               | 10 ottobre 2022  |         |
| 2  | Peter Grill e il goblin che ha restituito il favore 「ピーター・グリルとゴブリンの恩返し」 - Pītā Guriru to Goburin no ongaeshi             | 17 ottobre 2022  |         |
| 3  | Peter Grill e l'unica cosa carina da fare 「ピーター・グリルとたったひとつの冴えたやり方」 - Pītā Guriru to tatta hitotsu no saeta yarikata | 24 ottobre 2022  |         |
| 4  | Peter Grill e la sorellina più forte del mondo 「ピーター・グリルと最強の妹」 - Pītā Guriru to saikyō no imōto                              | 31 ottobre 2022  |         |
| 5  | Peter Grill e i legami familiari 「ピーター・グリルと家族の絆」 - Pītā Guriru to kazoku no kizuna                                           | 7 novembre 2022  |         |
| 6  | Peter Grill e il divertimento dello Spa Resort 「ピーター・グリルとエンジョイ・ザ・スパリゾート」 - Pītā Guriru to Enjoi za Suparizōto      | 14 novembre 2022 |         |
| 7  | Peter Grill e una famiglia in disgrazia 「ピーター・グリルと堕ちた名家」 - Pītā Guriru to ochita meika                                      | 21 novembre 2022 |         |
| 8  | Peter Grill e la faida tra sorelle 「ピーター・グリルと姉妹の確執」 - Pītā Guriru to shimai no kakushitsu                                   | 28 novembre 2022 |         |
| 9  | Peter Grill e l'essenza delle scuse 「ピーター・グリルと謝罪の極意」 - Pītā Guriru to shazai no gokui                                       | 5 dicembre 2022  |         |
| 10 | Peter Grill e l'alleanza nanica 「ピーター・グリルとドワーフの盟約」 - Pītā Guriru to Dowāfu no meiyaku                                     | 12 dicembre 2022 |         |
| 11 | Peter Grill e la stanza inevitabile 「ピーター・グリルと絶対に出られない部屋」 - Pītā Guriru to zettai ni de rarenai heya                   | 19 dicembre 2022 |         |
| 12 | Peter Grill e l'eredità del futuro 「ピーター・グリルと未来への遺産」 - Pītā Guriru to miraihenoisan                                        | 26 dicembre 2022 |         |

### Videogioco
Un videogioco di ruolo, intitolato Peter Grill to kenja no jikan teisō no mamoribito (ピーター・グリルと賢者の時間貞操の守り人?, Pītā Guriru to kenja no jikan teisō no mamoribito), è uscito in Giappone l'11 ottobre 2022.